# Mistrovství světa v jízdě na saních 2000
Mistrovství světa v jízdě na saních 2000 se konalo v Svatém Mořici ve Švýcarsku.

## Výsledky
| Disciplína       | Zlato                                                                | Stříbro                                                           | Bronz                                                                    |
| Muži jednotlivci | Německo Jens Müller                                                  | Itálie Armin Zöggeler                                             | Německo Georg Hackl                                                      |
| Ženy jednotlivci | Německo Sylke Ottová                                                 | Německo Barbara Niedernhuberová                                   | Německo Sonja Wiedemannová                                               |
| Dvojice muži     | Německo Patric Leitner Alexander Resch                               | Německo Steffen Skel Steffen Wöller                               | Spojené státy americké Mark Grimmette Brian Martin                       |
| Smíšená družstva | Německo Georg Hackl Silke Kraushaarová Steffen Skel / Steffen Wöller | Německo Jens Müller Sylke Ottová Patric Leitner / Alexander Resch | Rakousko Markus Prock Angelika Neunerová Tobias Schiegl / Markus Schiegl |

## Medailové pořadí
| Pořadí | Země                   | Zlato | Stříbro | Bronz | Celkem |
| ------ | ---------------------- | ----- | ------- | ----- | ------ |
| 1      | Německo                | 4     | 3       | 2     | 9      |
| 2      | Itálie                 | 0     | 1       | 0     | 1      |
| 3      | Spojené státy americké | 0     | 0       | 1     | 1      |
| 4      | Rakousko               | 0     | 0       | 1     | 1      |